# Ovabunda andamanensis
Ovabunda andamanensis Janes, McFadden & Chanmethakul, 2014 è un ottocorallo della famiglia Xeniidae.